# 전라남도 종합체육시설관리사무소
전라남도 종합체육시설관리사무소(全羅南道 綜合體育施設管理事務所)는 체육시설의 효율적인 관리운영을 위하여 설치된 전라남도청 소속기관이다. 전라남도 나주시 건재로 130-13에 위치하고 있다.

## 같이 보기
- 전라남도청